# Coppa del Mondo di slittino 1981
La Coppa del Mondo di slittino 1980/81, quarta edizione della manifestazione organizzata dalla Federazione Internazionale Slittino, ebbe inizio il 14 dicembre 1980 ad Igls, in Austria, e si concluse il 22 febbraio 1981 a Königssee, nella Repubblica Federale Tedesca. Furono disputate 15 gare, cinque per ogni tipologia (singolo uomini, singolo donne ed il doppio) in 5 differenti località. Nel corso della stagione si tennero anche i Campionati mondiali di slittino 1981 ad Hammarstrand, in Svezia, competizione non valida ai fini della Coppa del Mondo.
Le coppe di cristallo, trofeo conferito ai vincitori del circuito, furono assegnate ex aequo agli italiani Ernst Haspinger e Paul Hildgartner per quanto concerne la classifica del singolo uomini, l'austriaca Angelika Schafferer conquistò il trofeo del singolo donne mentre la coppia austriaca Günther Lemmerer e Reinhold Sulzbacher si aggiudicò la vittoria del doppio.

## Risultati
| Data                | Località   | Nazione        | Specialità       | Primi classificati                                 | Secondi classificati                     | Terzi classificati                                 |
| ------------------- | ---------- | -------------- | ---------------- | -------------------------------------------------- | ---------------------------------------- | -------------------------------------------------- |
| 13-14 dicembre 1980 | Igls       | Austria        | Donne – Singolo  | Ingrīda Amantova Unione Sovietica                  | Eleonora Cherenisina Unione Sovietica    | Angelika Schafferer Austria                        |
| 13-14 dicembre 1980 | Igls       | Austria        | Uomini – Singolo | Ernst Haspinger Italia                             | Karl Brunner Italia                      | Paul Hildgartner Italia                            |
| 13-14 dicembre 1980 | Igls       | Austria        | Uomini – Doppio  | Günther Lemmerer Reinhold Sulzbacher Austria       | Georg Fluckinger Karl Schrott Austria    | Hansjörg Raffl Karl Brunner Italia                 |
| 21 dicembre 1980    | Winterberg | Germania Ovest | Donne – Singolo  | Monika Auer Italia                                 | Angelika Schafferer Austria              | Marie-Luise Rainer Italia                          |
| 21 dicembre 1980    | Winterberg | Germania Ovest | Uomini – Singolo | Paul Hildgartner Italia                            | Karl Brunner Italia                      | Ernst Haspinger Italia                             |
| 21 dicembre 1980    | Winterberg | Germania Ovest | Uomini – Doppio  | Günther Lemmerer Reinhold Sulzbacher Austria       | Hansjörg Raffl Karl Brunner Italia       | Hans Stanggassinger Franz Wembacher Germania Ovest |
| 11 gennaio 1981     | Imst       | Austria        | Donne – Singolo  | Melitta Sollmann Germania Est                      | Angelika Schafferer Austria              | Bettina Schmidt Germania Est                       |
| 11 gennaio 1981     | Imst       | Austria        | Uomini – Singolo | Paul Hildgartner Italia                            | Ernst Haspinger Italia                   | Karl Brunner Italia                                |
| 11 gennaio 1981     | Imst       | Austria        | Uomini – Doppio  | Bernd Hahn Ulrich Hahn Germania Est                | Georg Fluckinger Karl Schrott Austria    | Günther Lemmerer Reinhold Sulzbacher Austria       |
| 18 gennaio 1981     | Valdaora   | Italia         | Donne – Singolo  | Angelika Schafferer Austria                        | Monika Auer Italia                       | Mária Jasenčáková Cecoslovacchia                   |
| 18 gennaio 1981     | Valdaora   | Italia         | Uomini – Singolo | Ernst Haspinger Italia                             | Paul Hildgartner Italia                  | Hansjörg Raffl Italia                              |
| 18 gennaio 1981     | Valdaora   | Italia         | Uomini – Doppio  | Günther Lemmerer Reinhold Sulzbacher Austria       | Hansjörg Raffl Karl Brunner Italia       | Georg Fluckinger Karl Schrott Austria              |
| 22 febbraio 1981    | Königssee  | Germania Ovest | Donne – Singolo  | Heike Popel Germania Est                           | Angelika Schafferer Austria              | Ute Weiß Germania Est                              |
| 22 febbraio 1981    | Königssee  | Germania Ovest | Uomini – Singolo | Sergej Danilin Unione Sovietica                    | Michael Walter Germania Est              | Karl Brunner Italia                                |
| 22 febbraio 1981    | Königssee  | Germania Ovest | Uomini – Doppio  | Hans Stanggassinger Franz Wembacher Germania Ovest | Georg Fluckinger Franz Wilhelmer Austria | Günther Lemmerer Reinhold Sulzbacher Austria       |

## Classifiche

### Singolo uomini
| Pos. | Nome             | Nazione |
| ---- | ---------------- | ------- |
| 1    | Ernst Haspinger  | Italia  |
| 1    | Paul Hildgartner | Italia  |
| 3    | Karl Brunner     | Italia  |

### Singolo donne
| Pos. | Nome                | Nazione |
| ---- | ------------------- | ------- |
| 1    | Angelika Schafferer | Austria |
| 2    | Monika Auer         | Italia  |
| 3    | Marie-Luise Rainer  | Italia  |

### Doppio
| Pos. | Nome                                 | Nazione        |
| ---- | ------------------------------------ | -------------- |
| 1    | Günther Lemmerer Reinhold Sulzbacher | Austria        |
| 2    | Hansjörg Raffl Karl Brunner          | Italia         |
| 3    | Hans Stanggassinger Franz Wembacher  | Germania Ovest |